# Michel Rasquin
Michel Rasquin (Petange, 19 september 1899 - Brussel, 27 april 1958) was een socialistische politicus en journalist afkomstig uit Luxemburg. Hij is voornamelijk bekend als Eurocommissaris in de Commissie-Hallstein I. Gedurende zijn ambtsperiode kwam hij te overlijden.

## Levensverhaal
Na de Tweede Wereldoorlog werd Rasquin de voorzitter van de Lëtzebuerger Sozialistesch Aarbechterpartei (LSAP). Hij bekleedde deze positie tussen 1945-1951. Rasquin was tussen 1945 en 1948 lid van de Raad van State van Luxemburg. Na zijn vertrek in de Raad kreeg hij een aanstelling in de Kamer van Afgevaardigden. Rasquin combineerde deze aanstelling met zijn burgemeesterschap in Esch-sur-Alzette. Tussen 1949 en 1951 was hij burgemeester in deze stad.
In 1951 werd hij gevraagd als minister van Economische Zaken in de coalitieregering van Pierre Dupong en Joseph Bech. Rasquin legde deze functie in januari 1958 neer, toen hij benoemd werd als Eurocommissaris in de commissie-Hallstein I. Hij kreeg de portefeuille Verkeer. In april 1958 kwam Rasquin plotseling te overlijden en werd zijn functie overgenomen door de Fransman Lambert Schaus.
 Giuseppe Caron ·  Hans von der Gröben ·  Walter Hallstein ·  Robert Lemaignen ·  Lionello Levi Sandri ·  Piero Malvestiti** ·  Sicco Mansholt ·  Robert Marjolin · 
  Giuseppe Petrilli** ·  Michel Rasquin* ·  Jean Rey ·  Lambert Schaus 
  * overleden, ** afgetreden 